# Viaduc de la Rauze
Pour les articles homonymes, voir Rauze (homonymie).
Le viaduc de la Rauze est un pont autoroutier qui permet à l'autoroute A20 de franchir la vallée de la Rauze en limite des communes de Bellefont-La Rauze et Nadillac, dans le département du Lot en France.

## Caractéristiques

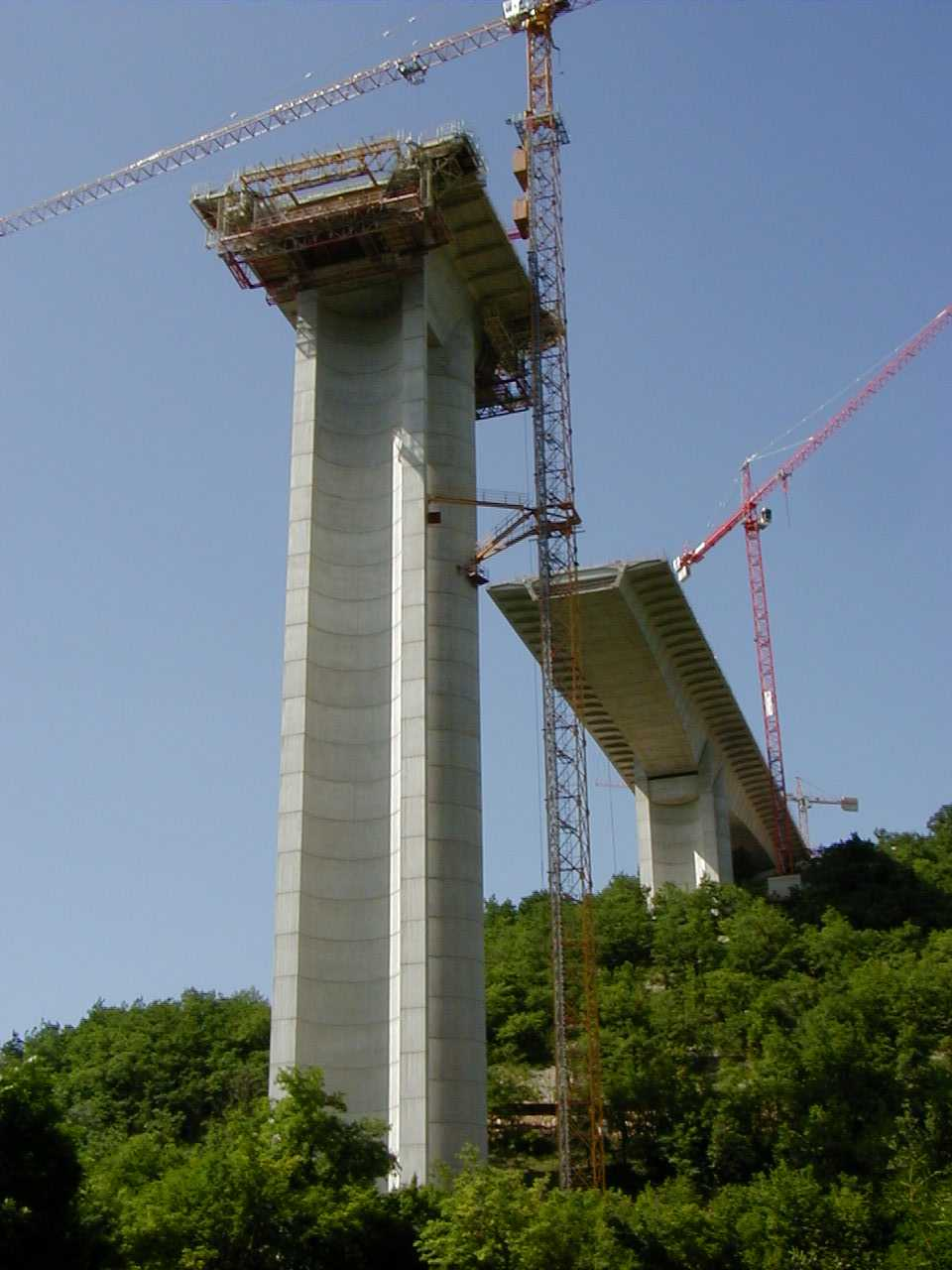
Construction en juin 2000

Ce viaduc droit, long de 556 m, a été entrepris en janvier 1999 et inauguré le 12 juillet 2001.